# Državno prvenstvo 1923
Il Prvenstvo Kraljevine Srba, Hrvata i Slovenaca u nogometu 1923 (Campionato di calcio del Regno dei Serbi, Croati e Sloveni), conosciuto anche come Državno prvenstvo 1923 (Campionato nazionale 1923) fu la prima edizione della massima serie del campionato jugoslavo di calcio disputata tra il 2 settembre e il 1º ottobre 1923 e conclusa con la vittoria del Građanski Zagabria, al suo primo titolo

## Qualificazioni
| Città    | Sottofederazione               | Vincitrice ed ammessa al campionato nazionale |
| -------- | ------------------------------ | --------------------------------------------- |
| Lubiana  | Ljubljanski nogometni podsavez | Ilirija                                       |
| Zagabria | Zagrebački nogometni podsavez  | Građanski Zagabria                            |
| Subotica | Subotički nogometni podsavez   | Bačka Subotica                                |
| Belgrado | Beogradski nogometni podsavez  | Jugoslavija                                   |
| Sarajevo | Sarajevski nogometni podsavez  | SAŠK                                          |
| Spalato  | Splitski nogometni podsavez    | Hajduk Spalato                                |

## Campionato nazionale
Le 6 squadre disputarono un torneo a eliminazione diretta con gare singole. In semifinale era previsto che una fosse esentata (dato che le partecipanti furono 6 e non 8): per sorteggio toccò al Građanski.

### Quarti di finale
| Arbitro: | Andrija Mažić (Subotica) |

|          |           |                  |
| Učak 65’ | Marcatori | 39’, 89’ Pasinek |

| Arbitro: | Ernest Fabris (Zagabria) |

|                      |           |            |
| D. Jovanović 9’, 13’ | Marcatori | 73’ Šefčić |

| Arbitro: | Janko Justin (Zagabria) |

|                                                              |           |                                         |
| Jakupec 39’ Plaček 60’ (rig.) F. Götz 73’ Bonačić 76’ (aut.) | Marcatori | 5’ Machiedo 13’ (aut.) Štebl 33’ Bohata |

### Semifinale
| Arbitro: | Vilko Brkić (Zagabria) |

|                                               |           |                                       |
| Plaček 41’ F. Götz 43’ Felver 72’ Jakupec 85’ | Marcatori | 52’ Đurić 57’ 69’ (rig.) D. Jovanović |

### Finale
| Arbitro: | Miklós Csillag (Subotica) |

|             |           |           |
| Pasinek 34’ | Marcatori | 86’ Montl |

| Arbitro: | Adolf Pick (Zagabria) |

|                                               |           |                 |
| Mantler 31’ (rig.) 40’ Perška 42’ V. Götz 48’ | Marcatori | 35’, 54’ Felver |

## Statistiche

### Classifica marcatori
| Gol |  |  | Giocatore        | Squadra            |
| --- |  |  | ---------------- | ------------------ |
| 4   |  |  | Dragan Jovanović | Jugoslavija        |
| 3   |  |  | Stjepan Pasinek  | Građanski Zagabria |
| 3   |  |  | Anton Felver     | SAŠK               |
| 2   |  |  | Franz Mantler    | Građanski Zagabria |
| 2   |  |  | Josip Plaček     | SAŠK               |
| 2   |  |  | Karlo Jakupec    | SAŠK               |
| 2   |  |  | Ferdinand Götz   | SAŠK               |

Fonte: Gola istina: kraljevi strelaca

### Classifica
Classifica non ufficiale, il torneo aveva il format di coppa.
|                   | Pos. | Squadra            | Pt | G | V | N | P | GF | GS | QR    |
| ----------------- | ---- | ------------------ | -- | - | - | - | - | -- | -- | ----- |
|                   | 1.   | Građanski Zagabria | 5  | 3 | 2 | 1 | 0 | 7  | 4  | 1,750 |
|                   | 2.   | SAŠK               | 5  | 4 | 2 | 1 | 1 | 11 | 11 | 1,000 |
|                   | 3.   | Jugoslavija        | 2  | 2 | 1 | 0 | 1 | 5  | 5  | 1,000 |
|                   | 4.   | Hajduk Spalato     | 0  | 1 | 0 | 0 | 1 | 3  | 4  | 0,750 |
|                   | 5.   | Bačka Subotica     | 0  | 1 | 0 | 0 | 1 | 1  | 2  | 0,500 |
|                   | 6.   | Ilirija            | 0  | 1 | 0 | 0 | 1 | 1  | 2  | 0,500 |
| Fonte: exyufudbal |      |                    |    |   |   |   |   |    |    |       |